# Machine de guerre
Une machine de guerre ou engin de guerre est un engin ou une machine employée dans l'art de la guerre.

## Histoire
D'après Eugène Viollet-le-Duc, dans son « Dictionnaire raisonné de l’architecture française du XIe au XVIe siècle», on donnait le nom d'engin « à toute machine, d'où sont venus les mots engineor, engingneur pour désigner l'homme chargé de la fabrication du montage et de l'emploi des machines, d'où le nom d'ingénieur donné de nos jours à toute personne occupée de l'érection des ponts, du tracé des voies, de la construction des usines, des machines, des navires, des fortifications, etc. d'où enfin le nom de Génie donné au corps. Parmi les engins du moyen âge, il y a les engins employés pour un service civil comme les engins propres à monter ou à transporter des fardeaux, les grues, les chèvres, les treuils, les machines hydrauliques, les presses, puis les engins de guerre lesquels se divisent en engins offensifs, engins défensifs, et engins à la fois offensifs et défensifs »
Les premiers engins sont donc des machines complexes qui mettent en œuvre des machines simples qui sont connues depuis l'Antiquité : les leviers, roues, poulies, engrenages et treuils.

### Engins défensifs
Les seuls engins défensifs employés pendant le moyen âge sont les mantelets. Les Romains s’en servaient toujours dans les sièges et les formaient de claies posées en demi-cercle et montées sur trois roues, ou encore de panneaux assemblés à angle droit, également montés sur trois roues.